# Parlamentswahl im Iran 1996
Die iranischen Parlamentswahlen 1996 fanden am 8. März 1996 statt.

## Ergebnis
|                               | Stimmen    | Anteil in % |
| ----------------------------- | ---------- | ----------- |
| Wahlberechtigte               | 34.716.000 | 100         |
| Wähler                        | 24.682.386 | 71,1        |
| registrierte Kandidaten       | 8.365      | 100         |
| zugelassene Kandidaten        | 6.954      | 83,18       |
| gewählte männliche Kandidaten | 260        | 96,3        |
| gewählte weibliche Kandidaten | 10         | 3,7         |

Die hohe Wahlbeteiligung, ebenso die hohe Zahl der Bewerber lassen sich mit dem überproportionalen Ansteigen der jungen Wählerschaft erklären. Zwei politische Gruppen traten als Sieger hervor. Wie zu erwarten, die Vereinigung der kämpfenden Geistlichkeit (110 Sitze) und die Islamische Gesellschaft der Ingenieure (80 Sitze), deren bekanntestes Mitglied, Mahmud Ahmadineschad, 2005 Präsident wurde. Als Parlamentssprecher wurde Ali Akbar Nateq Nuri gewählt.